# Bellevalia trifoliata
Bellevalia trifoliata là một loài thực vật có hoa trong họ Măng tây. Loài này được (Ten.) Kunth mô tả khoa học đầu tiên năm 1843.